# Zločin z nenávisti (film)
Zločin z nenávisti (v originále Hate Crime) je americký hraný film z roku 2005, který režíroval Tommy Stovall podle vlastního scénáře. Film se zabývá problematikou homofobie. Snímek měl světovou premiéru na Mezinárodním filmovém festivalu v Palm Springs dne 14. ledna 2005.

## Děj
Robbie Levinson a Trey McCoy jsou bezproblémový pár žijící v poklidu na předměstí Dallasu. Do sousedního domu se nastěhuje nový nájemník Chris Boyd. Ten je znechucen, když vidí, že Trey políbí Robbieho. Chris je synem pastora, který zásadně odsuzuje homosexualitu. Při večerní procházce je Trey napaden v parku a zmlácen baseballovou pálkou. Je v bezvědomí převezen do nemocnice. Napadení vyšetřuje detektiv Fisherová, které dá Robbie tip na Chrise. Při vyšetřování ale Chrisovi rodiče poskytnou synovi alibi. Trey utrpěl těžká poranění hlavy a umírá aniž by se probral z kómatu. Vyšetřování je překvalifikováno na vraždu a přebírá ho detektiv Esposito. Ten je naopak přesvědčen, že Treye zabil Robbie kvůli životní pojistce. Robbie tajně pronikne do Chrisova domu a v jeho počítači najde v internetovém prohlížeči odkazy na gay porno. Pastor Boyd také konfrontuje svého syna s fotografiemi, které pořídil soukromý detektiv. Je na nich zachycen Chris při anonymním sexu s muži. Přitom se přizná, že útočníkem byl on, aby Chrise ochránil. Netuší, že jejich hovor Robbie tajně nahrává na magnetofon. Detektiv Esposito odmítá obvinit pastora a pásku zabaví. Chris uvažuje o sebevraždě, ale přesto odmítá svědčit proti svému otci. Robbie, sousedka Kathleen a Treyova matka Barbara se rozhodnou pomstít se pastorovi.

## Obsazení
| Seth Peterson      | Robbie Levinson           |
| Brian J. Smith     | Trey McCoy                |
| Cindy Pickett      | Barbara McCoy, jeho matka |
| Sean Hennigan      | Jim McCoy, jeho otec      |
| Chad Donella       | Chris Boyd                |
| Bruce Davison      | Pastor Boyd, jeho otec    |
| Susan Blakely      | Martha Boyd, jeho matka   |
| Lin Shaye          | Kathleen Slansky          |
| Farah White        | detektiv Elizabeth Fisher |
| Giancarlo Esposito | detektiv Esposito         |

## Ocenění
- Breckenridge Festival: cena pro nejlepšího herce ve vedlejší roli (Chad Donella), nejlepší herečku ve vedlejší roli (Lin Shaye) a nejlepší režii.
- Dallas Audience Award: nejlepší celovečerní film
- Fort Worth Gay and Lesbian International Film Festival: cena diváků a hlavní cena za nejlepší celovečerní film
- Rhode Island International Film Festival: druhá cena za nejlepší celovečerní film
- Sedona International Film Festival: cena diváků za nejlepší celovečerní film a cena režisérů za nejlepší celovečerní film